# Colin Grainger
Colin Grainger (født 10. juni 1933 i Havercroft, England, død 20. juni 2022) var en engelsk fodboldspiller (venstre wing).
I løbet af sin 17 år lange karriere spillede Grainger blandt andet for Sheffield United, Sunderland og Leeds United.
Grainger spillede desuden syv kampe for det engelske landshold, som han debuterede for 9. maj 1956 i en venskabskamp mod Brasilien.